# Cabo Pez Volador

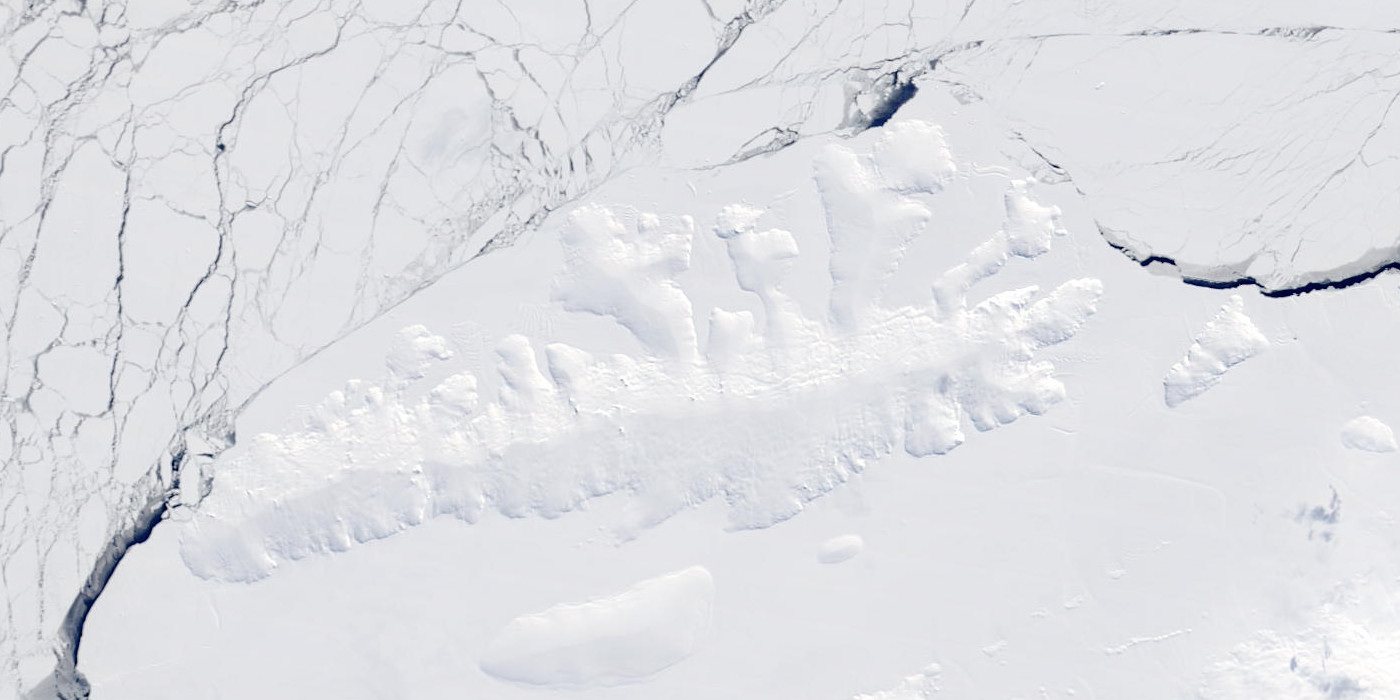
Imagen satelital de la isla Thurston

El cabo Pez Volador (en inglés: Cape Flying Fish, también conocido como Cape Dart,) es un cabo cubierto de hielo que forma el extremo occidental de la isla Thurston. Fue descubierto por el contralmirante Richard E. Byrd y miembros del Servicio Antártico de los Estados Unidos desde el barco de vela USS Bear en febrero de 1940. Fue nombrado por el Comité Consultivo sobre Nomenclatura Antártica en homenaje al buque USS Flying Fish de la Expedición de Exploración de Estados Unidos, comandado por el teniente William M. Walker de la Marina de los Estados Unidos, que alcanzó un punto a menos de 125 millas de este cabo. La posición del buque en la mañana del 23 de marzo de 1839 era la siguiente: 70  ° 0′S 100 ° 16′W.
El cabo Pez Volador separa al mar de Amundsen en el oeste del mar de Bellingshausen en el este. Constituye el límite oriental de la costa de Walgreen y el límite occidental de la costa Eights.

## Mapas
- Thurston Island – Jones Mountains. 1:500000 Servicio Geológico de Estados Unidos, 1967.
- Antarctic Digital Database (ADD). Escala 1: 250000 mapa topográfico de la Antártida. Comité Científico de Investigación Antártica (SCAR), 1993-2016.